# Limnoreia
Limnoreia (altgriechisch Λιμνώρεια) ist in der griechischen Mythologie eine Tochter des Nereus und der Okeanide Doris und somit eine der Nereiden.
Homer erwähnt sie in der Ilias im Rahmen seiner Aufzählung der Nereiden, während sie Hesiod nicht kennt. In den Nereidenkatalogen der Bibliotheke des Apollodor und des Hyginus Mythographus wird sie genannt. Die Suda hat zu ihr ein Stichwort und Eustathios von Thessalonike bietet in seinem Kommentar zur Ilias eine Herleitung des Namens.